# جيروم روتن
جيروم روتن (Jérôme René Marcel Rothen) (31 مارس 1978 في شاتيناي مالابري في فرنسا - )؛ هو لاعب كرة قدم كان يلعب كمهاجم. يلعب مع منتخب فرنسا لكرة القدم منذ عام 2003.

## وصلات خارجية
- جيروم روتن على موقع الاتحاد الأوربي (الإنجليزية)
- جيروم روتن على موقع اتحاد تركيا (لاعب) (الإنجليزية)
- جيروم روتن على موقع رابطة كرة القدم الفرنسية للمحترفين (الإنجليزية)
- جيروم روتن على موقع إي إس بي إن إف سي (الإنجليزية)
- جيروم روتن على موقع قاعدة بيانات كرة القدم.إي يو (الإنجليزية)
- جيروم روتن على موقع ليكيب (الفرنسية)
- جيروم روتن على موقع ناشيونال فوتبول تيمز (الإنجليزية)
- جيروم روتن على موقع Soccerbase.com (لاعب) (الإنجليزية)
- جيروم روتن على موقع Soccerway.com (الإنجليزية)
- جيروم روتن على موقع كووورة